# Segona categoria del Campionat de Catalunya de futbol 1922-1923
Resultats de la lliga de Segona categoria del Campionat de Catalunya de futbol 1922-1923.

## Sistema de competició
El segon nivell de la temporada 1922-23 s'anomenà Primera Categoria B. Hi van participar 6 equips en un grup únic. El primer disputà la promoció d'ascens a primera categoria, i el sisè la promoció de descens.

## Classificació final
| Pos | Equip               | PJ | PG | PE | PP | GF | GC | DG  | Pts | Classificació |
| --- | ------------------- | -- | -- | -- | -- | -- | -- | --- | --- | ------------- |
| 1   | FC Martinenc (C, P) | 10 | 8  | 0  | 2  | 29 | 16 | +13 | 16  | Campió        |
| 2   | Terrassa FC         | 10 | 6  | 2  | 2  | 23 | 11 | +12 | 16  | (+2)          |
| 3   | CE Júpiter          | 10 | 5  | 1  | 4  | 22 | 14 | +8  | 11  |               |
| 4   | FC Badalona         | 10 | 5  | 0  | 5  | 28 | 22 | +6  | 10  |               |
| 5   | Atlètic de Sabadell | 10 | 1  | 2  | 7  | 8  | 30 | −22 | 4   |               |
| 6   | FC Espanya (O)      | 10 | 1  | 3  | 6  | 14 | 31 | −17 | 3   | Promoció (-2) |

El FC Martinenc guanyà el campionat de Primera B en el desempat davant el Terrassa després de dos partits de campionat. També fou campió d'Espanya de segona categoria en derrotar el CD Esperanza per 4 a 2 a Sant Sebastià.
| FC Martinenc | 0 - 0 | FC Terrassa |
| ------------ | ----- | ----------- |
|              |       |             |

 Camp de Les Corts, Barcelona
| FC Martinenc | 1 - 0 | FC Terrassa |
| ------------ | ----- | ----------- |
| Lakatos      |       |             |

 Camp de Les Corts, Barcelona

## Resultats
| Primera volta | Primera volta | Primera volta        | Primera volta |
| Jornada       | Data          | Local - Visitant     | Resultat      |
| ------------- | ------------- | -------------------- | ------------- |
| 1             | 08-10-1922    | Espanya - Júpiter    | 0-2           |
| 1             | 19-11-1922    | Terrassa - Athletic  | 4-2           |
| 1             | 19-11-1922    | Martinenc - Badalona | 1-6           |
| 2             | 15-10-1922    | Martinenc - Terrassa | 2-0           |
| 2             | 15-10-1922    | Espanya - Athletic   | 1-1           |
| 2             | 26-11-1922    | Júpiter - Badalona   | 1-3           |
| 3             | 22-10-1922    | Espanya - Martinenc  | 1-5           |
| 3             | 22-10-1922    | Badalona - Terrassa  | 0-2           |
| 3             | 18-02-1923    | Athletic - Júpiter   | 0-4           |
| 4             | 05-11-1922    | Badalona - Espanya   | 6-2           |
| 4             | 05-11-1922    | Terrassa - Júpiter   | 2-1           |
| 4             | 05-11-1922    | Martinenc - Athletic | 4-2           |
| 5             | 12-11-1922    | Júpiter - Martinenc  | 1-2           |
| 5             | 12-11-1922    | Terrassa - Espanya   | 1-1           |
| 5             | 12-11-1922    | Athletic - Badalona  | 2-0           |
|               |               |                      |               |

| Segona volta | Segona volta | Segona volta         | Segona volta |
| Jornada      | Data         | Local - Visitant     | Resultat     |
| ------------ | ------------ | -------------------- | ------------ |
| 6            | 03-12-1922   | Júpiter - Espanya    | 3-2          |
| 6            | 03-12-1922   | Athletic - Terrassa  | 0-4          |
| 6            | 03-12-1922   | Badalona - Martinenc | 2-3          |
| 7            | 17-12-1922   | Terrassa - Martinenc | 1-0          |
| 7            | 17-12-1922   | Athletic - Espanya   | 1-1          |
| 7            | 17-12-1922   | Badalona - Júpiter   | 2-4          |
| 8            | 14-01-1923   | Martinenc - Espanya  | 7-2          |
| 8            | 14-01-1923   | Terrassa - Badalona  | 6-1          |
| 8            | 11-03-1923   | Júpiter - Athletic   | 4-0          |
| 9            | 21-01-1923   | Espanya - Badalona   | 1-3          |
| 9            | 21-01-1923   | Júpiter - Terrassa   | 1-1          |
| 9            | 11-02-1923   | Athletic - Martinenc | 0-3          |
| 10           | 28-01-1923   | Martinenc - Júpiter  | 2-1          |
| 10           | 28-01-1923   | Espanya - Terrassa   | 3-2          |
| 10           | 28-01-1923   | Badalona - Athletic  | 5-0          |
|              |              |                      |              |

## Promoció d'ascens
En els partits de promoció entre el darrer de Primera A i el campió de Primera B, el Martinenc derrotà l'Avenç, ascendint, per tant, a la màxima categoria i arrodonint així una gran una temporada del club.
| L'Avenç de l'Sport | 1 - 1 | FC Martinenc |
| ------------------ | ----- | ------------ |
| Molera             |       | Albadalejo   |

 Camp del CE Europa, Barcelona
| FC Martinenc | 1 - 0 | L'Avenç de l'Sport |
| ------------ | ----- | ------------------ |
| Costa        |       |                    |

 Camp de Les Corts, Barcelona

## Promoció de descens
Al final de la temporada l'Espanya FC canvià el seu nom adoptant el de Gràcia SC. El mes de setembre el Gràcia s'enfrontà amb l'Iluro en la promoció per la darrera plaça a Primera B:
| Gràcia SC       | 2 - 1 | Iluro SC |
| --------------- | ----- | -------- |
| Peidró · Peidró |       | Canet    |

 Camp del CE Júpiter, Barcelona
| Gràcia SC       | 2 - 1 | Iluro SC |
| --------------- | ----- | -------- |
| Peidró · Dalmau |       | Canet    |

 Camp del CE Júpiter, Barcelona
El Gràcia aconseguí romandre a la categoria.